# Абэ, Такаюки
Такаюки Абэ (яп. 阿部 嵩之; род. 12 июня 1986 в префектуре Хоккайдо, Япония) — японский шоссейный велогонщик, выступающий за континентальную команду «Utsunomiya Blitzen».

## Достижения
2009
2-й Тур Окинавы
2013
1-й  Горная классификация Тур Хоккайдо
2016
1-й Пролог Тур Кумано
2017
1-й  Очковая классификация Тур Хоккайдо
2018
1-й Пролог Тур Кумано